# Preciosilla
Manuela Tejedor Clemente (Calatayud, 7 de junio de 1893-Madrid, 12 de noviembre de 1952), de nombre artístico La Preciosilla, fue una cupletista española.

## Carrera artística

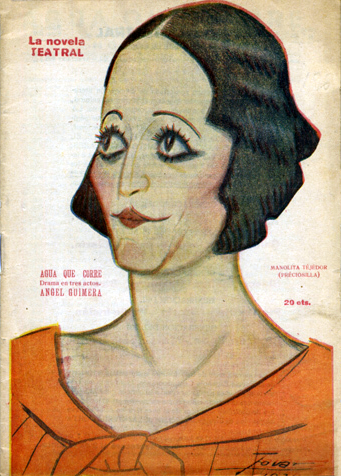
Caritaturizada por Tovar (La Novela Teatral, 12 de septiembre de 1920)

El nombre artístico provenía tanto de su belleza como del personaje de Cervantes, y se lo había dado un amigo suizo.
Debutó con quince años en el Teatro Infanta Isabel, que por entonces todavía se llamaba Petit-Palais. Descubierta por Quinito Valverde, un famoso compositor de la época, se convirtió en su amante. Valverde compuso para ella canciones picantes y la llevó a París. En la época, el mundo de las variedades estaban muy próximas a la prostitución de lujo y Preciosilla no fue de las que hizo ascos al dinero que le proporcionaban sus escarceos eróticos. Tampoco le importaba cantar las letras más picantes con salero y poca ropa. 
De vuelta a Madrid, aprendió canto con Larruga, pero nunca llegó a ser una gran cantante. Su arte consistía más bien en su belleza, su desparpajo y su baile, que fueron suficientes para darle el éxito necesario. Así lo comentó el director de la revista Arte y Artistas en su primer número de agosto de 1916:

Una de las mujeres más hermosas de Europa y una de las mejores artistas de España. El empresario que no la haya contratado no tiene ni idea de Arte ni de la estética. Queremos decir que es un tarugo.

Gracias a su fama pudo ir a América, donde tuvo bastante éxito en las Antillas y ganó mucho dinero. Volvió a España con una pequeña fortuna, que pudo ampliar posteriormente. Continuó sus relaciones con aquellos que podían darle un beneficio económico e incluso se rumoreó un romance con Jacinto Benavente.

Preciosilla seguía actuando en la década de 1930, superando el cambio de los gustos que se había producido. De ideología franquista, pasó la Guerra Civil en Madrid, de donde no pudo salir, y actuó para las tropas republicanas. Tuvo dificultades por su ideología e incluso una vecina marxista quiso asesinarla. Se retiró tras la Guerra, dedicándose a invertir su dinero. Tras su muerte, el 12 de noviembre de 1952, su hermana, Mercedes, viuda, que también había sido cupletista con el nombre de Mussetta, heredó más de cinco millones de pesetas. Mercedes, que construyó un mausoleo para su hermana, murió el 19 de diciembre de 1963, dejando el dinero de ambas a fundaciones piadosas.

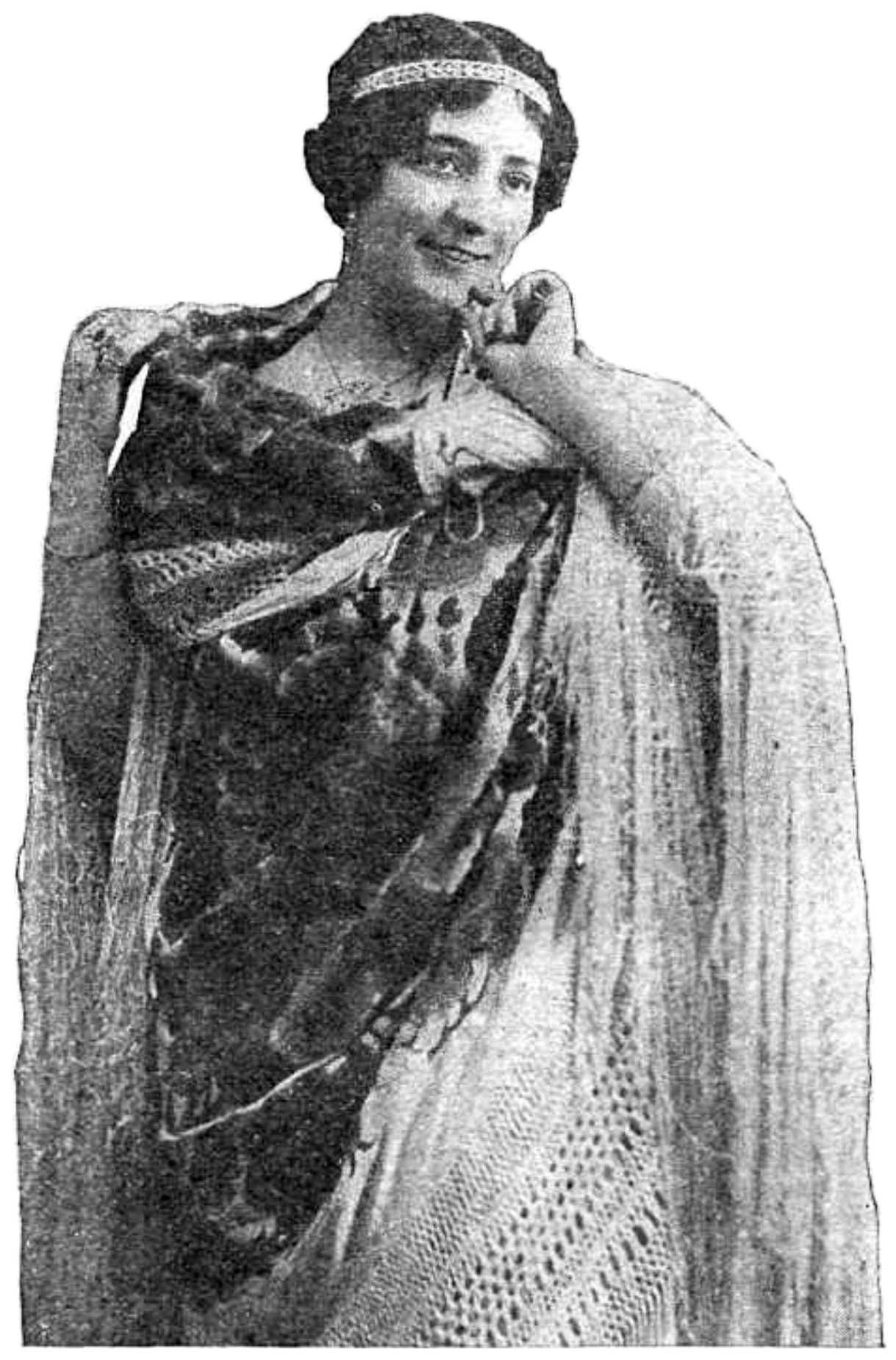
Foto de La Preciosilla aparecida en el n°. 118 de la revista Caras y caretas (1915), Buenos Aires.